# Milhouse Doesn't Live Here Anymore
«Milhouse Doesn’t Live Here Anymore» (укр. Мілгаус тут більше не живе) — дванадцята серія 15-го сезону американського мультиплікаційного серіалу «Сімпсони». У США ця серія з'явилася 15 лютого 2004 р., в Україні — 21 лютого 2007 року на каналі М1.

## Сюжет
Під час екскурсії в музей телебачення і телевізорів Мілгаус поводиться доволі дивно. Тим часом Гомер і його товариші по роботі проводять тепер більшість вільного часу в таверні Мо, куди їх відрядив Містер Бернс. В такий спосіб він хотів позбутися їхньої присутності на АЕС під час візиту ради директорів електростанції. Гомер раптом помічає, що Апу відзначає свої роковини одруження і розуміє, що він нічого не приготував для Мардж. В розпачі в барі Мо він заливиє своє горе пивом і у напівсвідомому стані починає танцювати на вулиці. Перехожі, думаючи, що він злиденний та бездомний починають давати йому милостиню.
Тим часом розкривається причина дивної поведінки Мілгауса — він з мамою їде жити до Капітал-сіті. Життя Барта змінюється дуже сильно після його відїзду і під час відвідин Мілгауса в Капітал-сіті він розуміє, що минулого вже не повернути. Не маючи інших друзів, Барт зближується з сестрою Лізою і вони відкривають багато нового і приємного у своїх відносинах. Однак щастя Лізи, що вона знайшла нового приятеля в особі Барта, довго не триває. Ліза відчуває себе зрадженою, коли Барт повертається до Мілгауса, котрий знову в Спрінґфілді. Незважаючи на все Барт показує, як високо він цінує дружбу своєї сестри Лізи.
Гомер, зрозумівши, що жебрацтвом можна заробити непогані гроші починає займатися цим професійно. Заробивши таким чином чималі гроші він купує Мардж дорогий подарунок на роковини шлюбу і взагалі поводиться, як справжній джентльмен. Інші жебраки-конкуренти Гомера вирішають позбутися його і показують Мардж, чим Гомер займається у вільний час і звідки з'явилися гроші на ті дорогі подарунки. Мардж опиняється перед дилемою — з одного боку вона в розпачі від того, чим Гомер займається, а з іншого ій дуже подобаються речі, що Гомер купив на ці гроші і вона ніяк не може примусити себе розлучитися з ними.